# Quinta Avenida (La Habana)
La Quinta Avenida es una de las arterias principales, del municipio de Playa, en La Habana (Cuba). Localizada en el sector de Miramar, que fue conocida en un inicio como Avenida de las Américas.

## Trazado

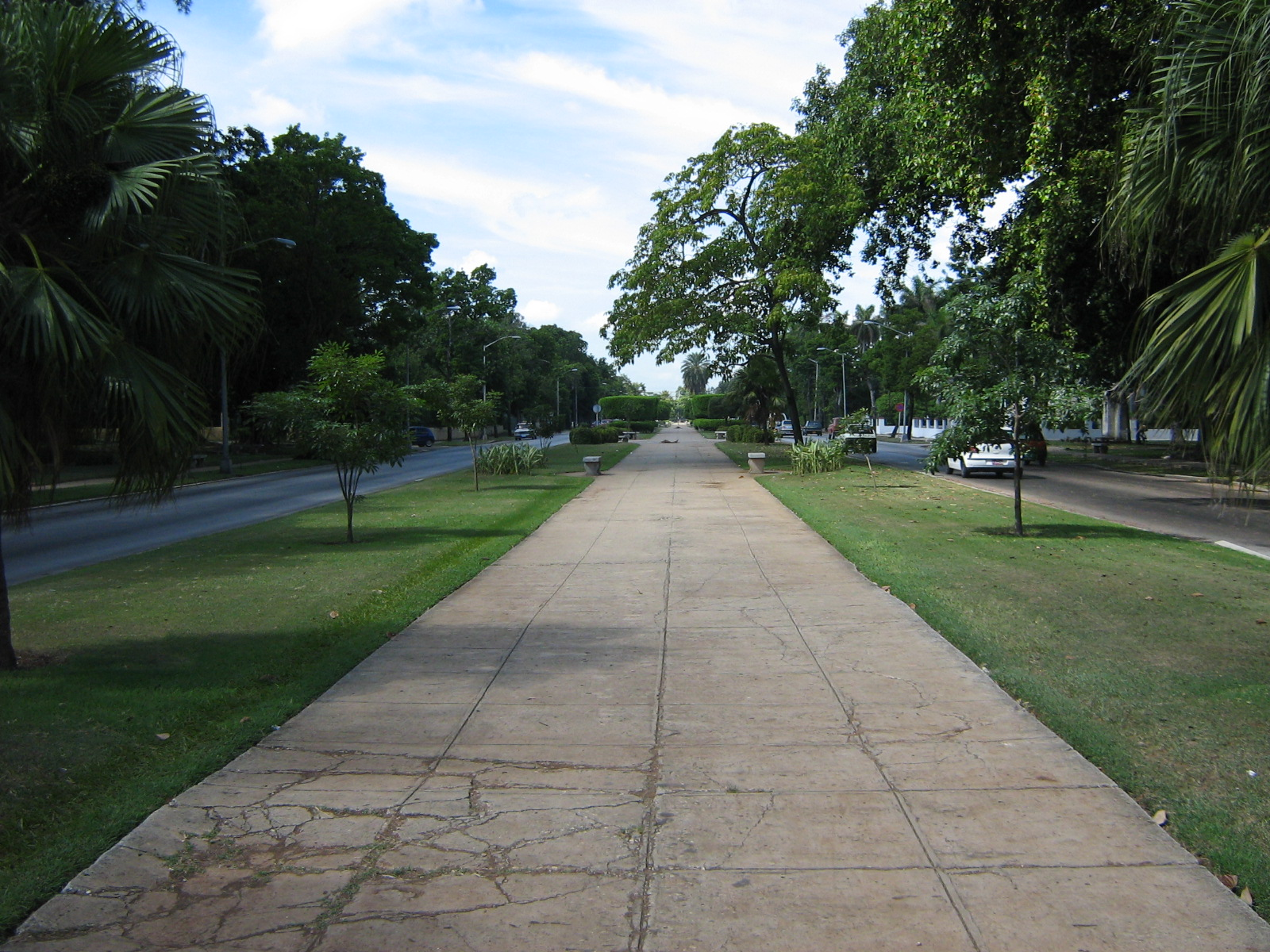
Paseo de la 5.ª Avenida.

La avenida se extiende desde el túnel que la conecta con la calle Calzada, de El Vedado, hasta el río Santa Ana, en la zona de Santa Fe, en el extremo oeste de la ciudad. En ese lugar se convierte en la Carretera Panamericana y llega hasta la ciudad  de Mariel, en la provincia Artemisa. Su trazado resultó ser un factor clave para el desarrollo y florecimiento del reparto Miramar y también del Country Club Park y del reparto Playa de Marianao, que se ubica entre Miramar y el Country (actual Siboney). La burguesía habanera se mudó progresivamente de lugares como el Paseo del Prado, en el casco histórico y construyeron sus mansiones y palacetes más al oeste, llegando con Miramar a traspasar la barrera natural del río Almendares, con el uso primero de un puente, y más tarde de dos túneles viales.

## Diseño
El diseño de la 5ta avenida estuvo a cargo del ingeniero Luis Morales y Pedroso (graduado en 1904 de Columbia University NY) y presidente de la firma Morales y Mata arquitectos (1908-1917). La quinta avenida formó parte del plano del reparto Miramar trazado en los límites de la finca "La Miranda" propiedad del abogado Don Manuel José Morales y Martin (padre de Luis Morales y Pedroso). El trazado original de la quinta avenida con paseo peatonal central estuvo diseñado y dibujado entre calle 0 y calle 42 y en la continuidad de la calle Calzada del Vedado, desde el primer plano del ingeniero Luis Morales y Pedroso. Este plano urbano fue presentado por Manuel José Morales y Martin en 1908 para solicitud de licencia en la Municipalidad de Marianao. La licencia del proyecto Miramar fue aprobada finalmente en 1911, siempre con la firma de Luis Morales y Pedroso como proyectista. Fue solamente en 1921 y a solicitud de los nuevos propietarios del reparto; José López Pote y Ramon González de Mendoza, que el arquitecto norteamericano John F. Duncan, autor del monumento al presidente Grant, en Estados Unidos, diseñó la Torre reloj campanario en la Quinta avenida y calle 10. En el plano urbano original de Luis Morales Pedroso ya se definió el uso de las medidas de 100 a 200 metros para las manzanas con proporciones similares a las de la Quinta Avenida, de Manhattan y en alineamiento con las calles del vecino barrio del Vedado. A pesar de que posee un paseo central arbolado, la Quinta Avenida no es una vía homogénea; cambia por secciones según su arquitectura y la época de construcción. El tramo menos parecido al resto es el que está entre las rotondas de las calles 112 y 120.

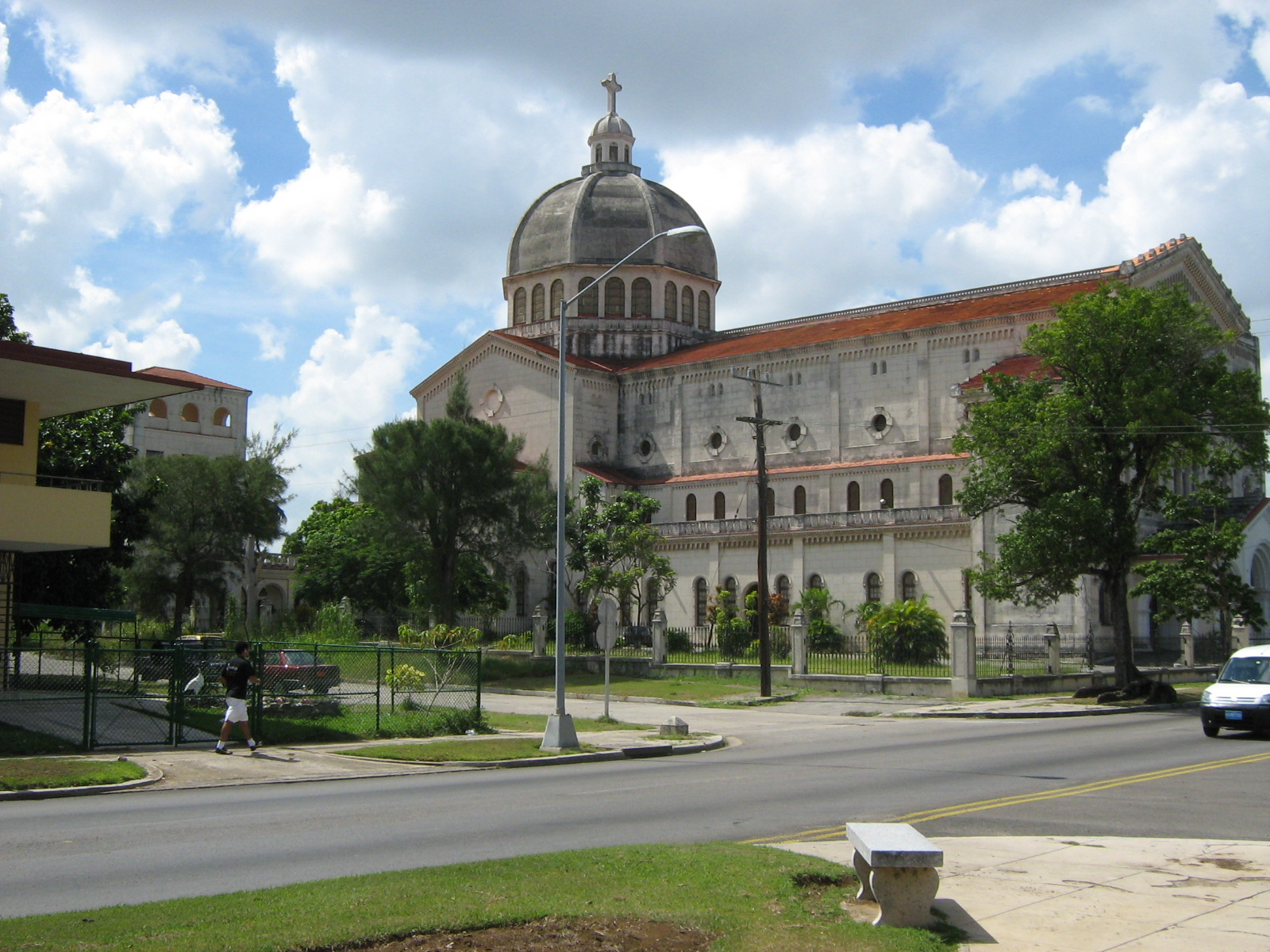
Jesus de Miramar, 5.ª y 82

## Atracciones

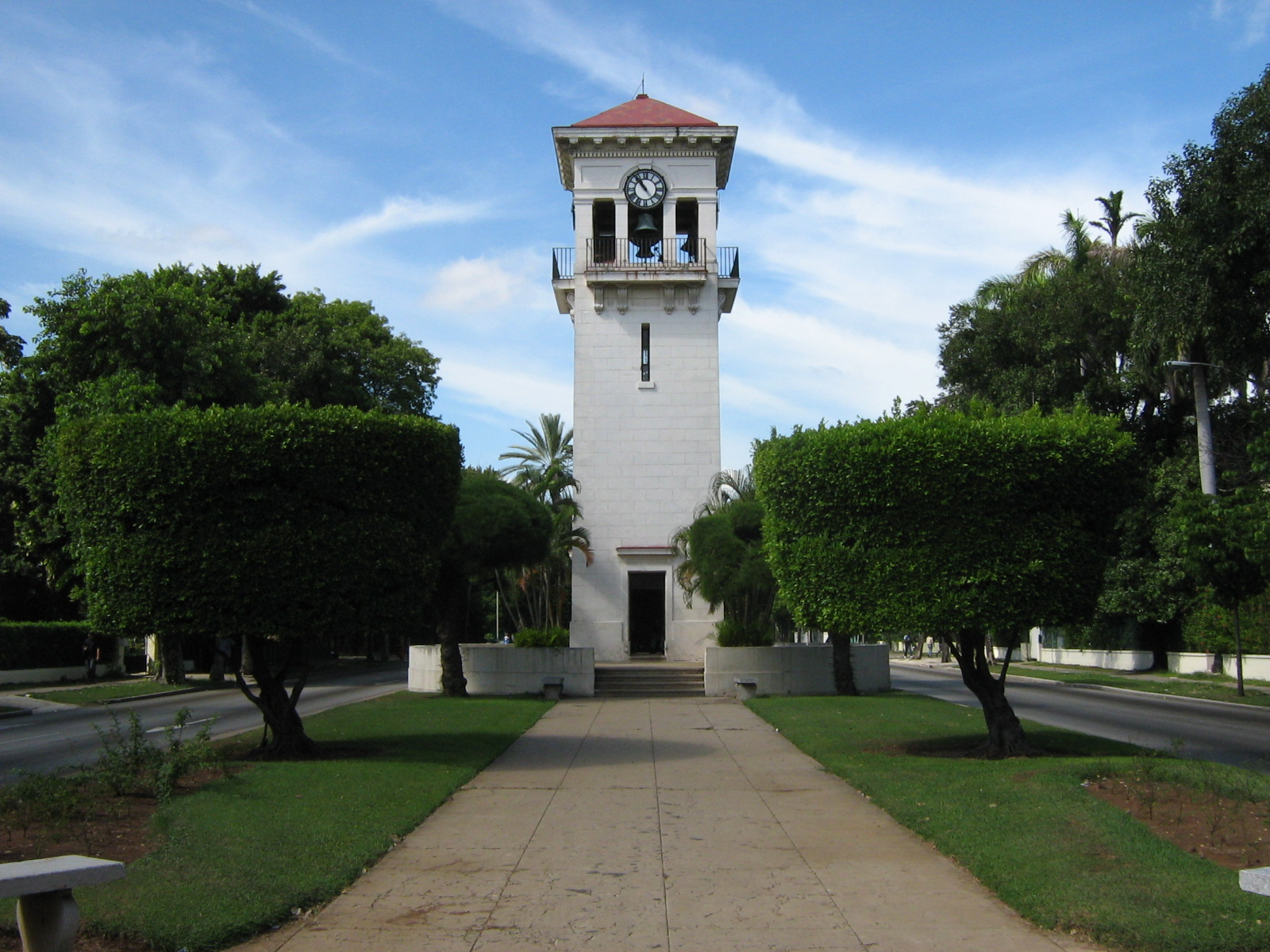
Famoso reloj de la quinta avenida

Se erige, en su comienzo, la Fuente de las Américas. Más allá se encuentra el reloj, que es símbolo del municipio de Playa. A la altura de la calle 42 se halla La Copa, que da nombre a la zona, y que fue donada por Carlos Miguel de Céspedes en sus días de ministro de Obras Públicas del dictador Gerardo Machado.
El Coney Island Park (hoy Isla del Coco), es uno de los primeros parques temáticos de Cuba y América, es visitado por miles de personas todos los días, sobre todo en vacaciones. La Iglesia Jesús de Miramar, el mayor templo católico del país es otro lugar de gran interés.
Lo más extraordinario de la avenida es la sucesión de sedes diplomáticas del mundo entero, lo que le ha ganado el calificativo de Avenida de las Embajadas.

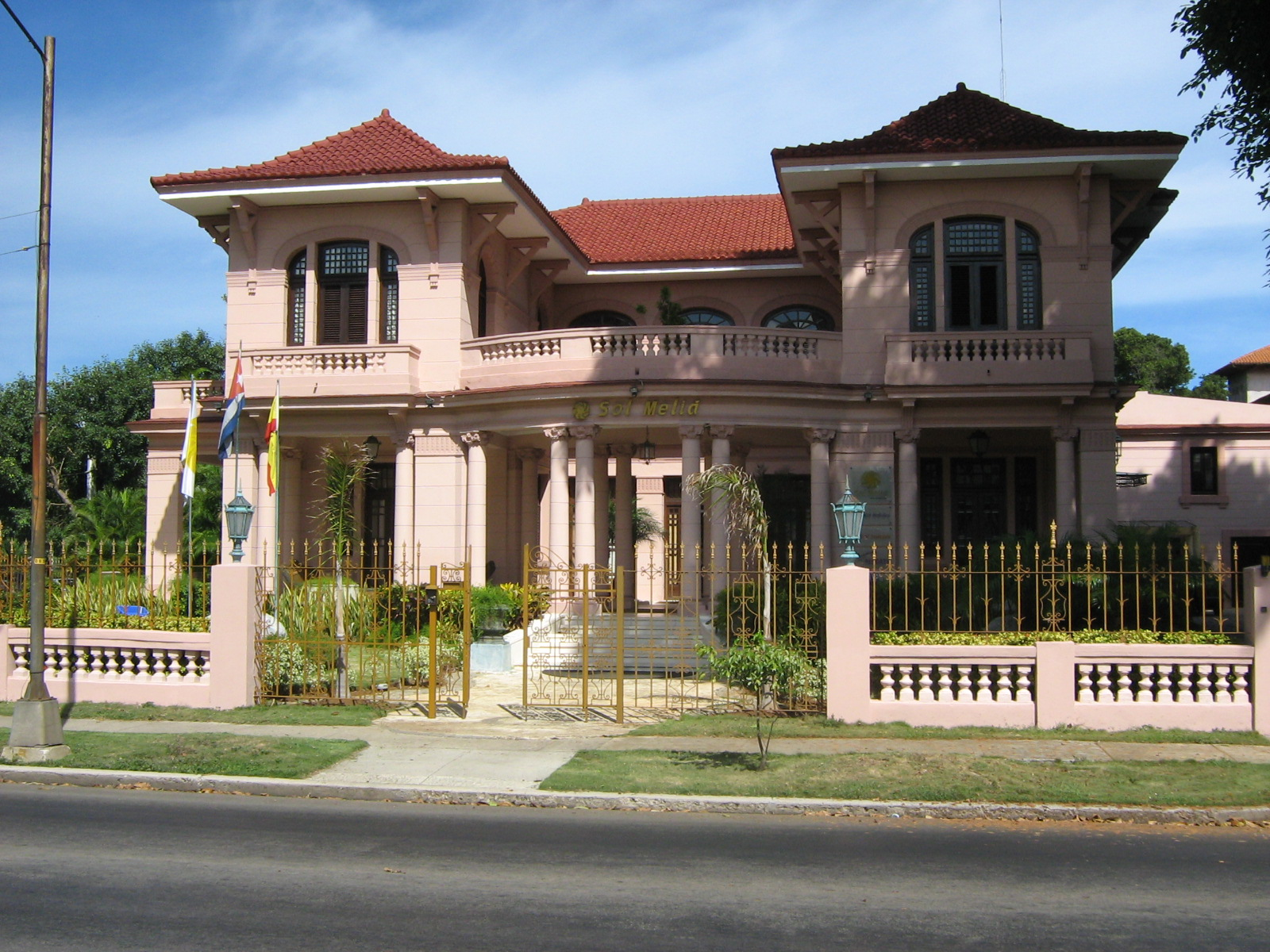
Oficinas de Sol Melia en la quinta avenida